# Okręty podwodne typu IXD-2
Okręty podwodne typu IXD-2 – niemieckie oceaniczne okręty podwodne z czasów II wojny światowej, osiągające nieco wyższą prędkość nawodną od poprzedzających je jednostek typu IXC. W stoczni AG Weser wybudowano ogółem 28 okrętów tego typu. Wśród wybudowanych okrętów był U-883, który został jedynym przyjętym do służby w Kriegsmarine przedstawicielem typu IXD/42, ze znacznie powiększonym zasięgiem nawodnym, sięgającym 31 000 mil morskich.